# Élisa Point
 (décembre 2017).
Élisa Point, de son vrai nom Alessia Innocenti, est une auteur-compositeur et interprète française.
Elle a signé plusieurs titres pour Christophe, Hanna Schygulla, Diane Tell, Guesch Patti, Caroline Loeb, Gérard Darmon, Léonard Lasry, Jay Jay Johanson et collabore entre autres avec Jacques Duvall, Michel Moi, Fabrice Ravel-Chapuis et Hervé Zenouda.

## Biographie
Elle est remarquée par la firme CBS Epic en 1984 chez qui elle publie son premier album L'assassine, album précurseur devenu culte avec le temps. À cette même époque, elle écrit dans une revue avec Pierre Assouline, ensuite plusieurs articles pour la revue Cinématographe avec Décidé Marcel et, dans les années 1990, collabore à la revue Spectre. Elle compose un opéra parlé (Je suis d'une enfance incurable), des musiques de films et écrit deux recueils de poèmes (Soleil d'ombre et Les Jeudis chuchotants d'Élisa Point).
L’éditeur Christian Pirot la remarque et publie sa trilogie « Les filles sont des garçons bizarres », « Petits fragments de soi à l'abandon » et « Journal intime d'un cœur ». Elle sera sa dernière signature de nouveaux auteurs avec Miossec[réf. souhaitée].
En 1995, Elisa Point publie L'instant d'après enregistré avec Frédéric Léonard. L'album, plébiscite par la critique[réf. nécessaire] (4 clés Télérama) fait l'objet d'une réédition japonaise sous l'étiquette Sony Japan.
Elle signe l'habillage musical de La Décalogie, les carnets filmés du cinéaste Gérard Courant.
Depuis 1997, Élisa Point enchaine les albums et les projets avec une certaine intensité[non neutre]. Les filles sont des garçons bizarres fera sa notoriété au Japon en sortant sous le label de Pierre Barouh, Saravah. À partir de cet album, elle compose et réalise l'ensemble de ses albums. Sur La panoplie des heures heureuses, son album de 2000, Elisa Point collabore avec l'arrangeur Joseph Racaille, Fabrice Ravel-Chapuis et son complice guitariste Christophe Buselli. Son plus grand succès[réf. souhaitée] arrive dans les années 2000 avec l'album Comme si la terre penchait, le disque marqua le retour de Christophe sur le devant la scène musicale française et sort parallèlement un double album Comme une ambitieuse au bois dormant chez Universal.
En 2004 sort son album le plus noir Autobiographie d'un regard. En 2006, 100 chansons inédites sont réunies dans un coffret intitulé Journal intime d'un cœur.
En 2007, Élisa Point signe un album qu'elle interprète en duo avec le parolier Jacques Duvall et publié sur le label Freaksville ainsi que l'album aux accents baroques Leçons de chagrin et cours de joie de vivre avec Hervé Zenouda,
Suivent divers albums expérimentaux (La trilogie d'une liturgie sensuelle avec Ed Roll) puis en 2009, la sortie de l'album Désolé avec Fabrice Ravel-Chapuis, qui fut à sa sortie considéré comme l'un des meilleurs disques de pop française de l'année[réf. nécessaire].
Elisa Point continue d'écrire pour d'autres[réf. souhaitée]. Plusieurs de ses textes se trouvent sur le nouvel album d'Alain Klingler avec qui elle collabore régulièrement. Le titre La froideur comprend une participation de Catherine Deneuve.
Elle revient au printemps 2011 avec Libre, un duo enregistré avec Léonard Lasry. Un clip est réalisé par Gérard Courant à partir d'un plan séquence mettant en scène Brigitte Bardot et Laurent Terzieff. Une collaboration qui se poursuit sur tout un album avec L'exception. Elisa Point allergique à la scène, met au point un nouveau concept basé sur les projections musicales avec Gérard Courant et Léonard Lasry, invitant le public en immersion au centre d'un trésor d'images issus du cinéma des années soixante[réf. souhaitée]. Le projet bénéficie alors d'une programmation allant de musées en galeries[réf. nécessaire](Cinémathèque, Hôtel Particulier, Galerie Mireille Berthereau, Atelier Stephane Troiscarrés) et autres cabinet de curiosités (L’Éclaireur).
En 2015 elle revient en solo avec l'album Paysages au creux de l'oreille enregistré avec Pierre Faa.
La chanson L'amour si chaud qu'elle signe et interprète à nouveau avec Léonard Lasry se classe dans les airplay radios internationaux[pas clair]. Elle sera reprise par Loly Wish artiste du Crazy Horse Saloon dans un EP à paraître début 2019.[réf. souhaitée]
Plus que jamais elle met son talent d'auteur au service de différents projets et artistes[non neutre] : de nouvelles chansons pour la chanteuse américaine Jane Badler, le crooner suédois Jay-Jay Johanson qu'elle fait chanter pour la première fois en langue française avec La vraie fatigue de Paris. Elle signe la chanson du film "Indésirables" de Philippe Barassat.  Divers travaux d'écriture pour le cinéma et l'art contemporain ainsi qu'un roman à paraître bientôt.[réf. souhaitée]. Elle écrit pour Léonard Lasry toutes les chansons de l'album "Avant la première fois" paru en 2017, qui obtient de bonnes critiques, Sous le Label 29music sortie d'un Live "Petits fragments de soi à l'abandon" en 2018 "La Panoplie des heures heureuses" en digital puis un nouvel album en compagnie d'Alain Klingler "Ce soir la nuit rentrera tard" couronné par 4 clés dans Télérama. La boucle semble bouclée pour cette artiste singulière qui préfère partager son talent d'auteur avec divers interprètes avant de renouveler la surprise de jouer encore à nous étonner.
Elisa Point est une passionnée de cinéma, cela transparait en ligne rouge dans tous ces albums. En 2020, elle sort l'album "Le Cinéma d’Elisa Point", un ensemble de 18 titres portraits et hommages aux grands cinéastes et acteurs,.

## Discographie

### Singles
- 1980 : La Marque du Destin
- 1982 : Garçons Filles
- 1983 : La Fille James Dean
- 1984 : Bill
- 1995 : Drapeau Blanc
- 1995 : Des Rires Et des Larmes
- 1997 : Al Dente
- 1997 : Mille Et une Après-Midi
- 2000 : Tendre Hussard Bleu
- 2002 : Ce N'Est Que Ça la Vie
- 2002 : Le Hasard Magnifique

### Collaborations
- 2005 : Leçons de chagrin... Cours de joie de vivre avec Hervé Zenouda (Le culte du cargo)
- 2006 : Journal intime d'un cœur (coffret) (Universal)
- 2007 : Dernière adresse parisienne avec Ed Roll (LEEP)
- 2007 : Pourquoi pas nous avec Jacques Duvall (Freaksville records)
- 2008 : Trilogie dune liturgie sensuelle Ed Roll (coffret) (LEEP)
- 2009 : Désolé Perdus corps et bien (Volvoxmusic)
- 2011 : Libre avec Léonard Lasry (29 MUSIC)
- 2012 : L'exception, album avec Léonard Lasry (29 MUSIC/MVS)
- 2017 : Avant la première fois, album avec Léonard Lasry (29 MUSIC)
- 2018 : Après le feu des plaisirs, album avec Léonard Lasry (29 MUSIC)
- 2019 : Jamais Assez, 6 chansons sur l'album Lolly Wish (29 MUSIC)
- 2019 : Tendre Assassine, album Marie France (29 MUSIC)
- 2021 : Au hasard cet espoir, album de Léonard Lasry (29 Music/Kuroneko)
- 2021 : La lumière de mes choix, 6 chansons sur l'album d'Amina (29 MUSIC)
- 2021 : Merci pour le regard, 3 chansons sur l'album de Sylvie Vartan (Columbia/Sony)
- 2022 : De l'amour mais quelle drôle d'idée, textes des chansons de l'album de Charlotte Rampling (29 MUSIC)

## Musique de films
- 2013 : Indésirables de Philippe Barassat